# Azencross 2022
De 38e editie van de Azencross, een Belgische veldritwedstrijd, werd gehouden op vrijdag 30 december 2022 in Loenhout, België. De wedstrijd maakte deel uit van de Exact Cross (vrouwen: Rectavit Ladies Cross) 2022-23 en was zo voor het eerst sinds 2000 geen klassementscross, maar een losse cross. Bij de mannen wist titelverdediger Wout van Aert zijn titel te verlengen na een spannende strijd tussen 'de grote drie', bij de vrouwen nam Shirin van Anrooij de titel over van de afwezige Lucinda Brand. De wedstrijd werd live uitgezonden op tv-zenders VTM en Eurosport.

## Programma
| Tijd  | Categorie       |
| ----- | --------------- |
| 10:00 | Jeugdinitiatie  |
| 11:00 | G-sporters      |
| 12:15 | Mannen junioren |
| 13:45 | Vrouwen elite   |
| 15:00 | Mannen elite    |

## Uitslagen

### Mannen elite
Bij de mannen elite stonden er 85 renners aan de start. 
46 renners wisten de 8 rondes te voltooien zonder gedubbeld te worden. 35 renners werden tijdens het verloop van de wedstrijd gedubbeld. 4 renners moesten opgeven. 
Met Tom Pidcock, Mathieu van der Poel, Wout van Aert en Zdeněk Štybar stonden de 4 meest recente wereldkampioenen allemaal aan de start in Loenhout. 
| Plaats | Naam                 | Ploeg                                 | Tijd    |
| ------ | -------------------- | ------------------------------------- | ------- |
| 1      | Wout van Aert        | Jumbo-Visma                           | 59'40"  |
| 2      | Mathieu van der Poel | Alpecin-Deceuninck                    | + 01"   |
| 3      | Tom Pidcock          | INEOS Grenadiers                      | z.t.    |
| 4      | Cameron Mason        | Trinity Racing                        | + 1'08" |
| 5      | Gerben Kuypers       | Proximus - AlphaMotorhomes - Doltcini | + 1'36" |
| 6      | Thomas Mein          | Hope Factory Racing                   | + 1'48" |
| 7      | Thijs Aerts          | Baloise - Trek Lions                  | + 1'51" |
| 8      | Witse Meeussen       | Pauwels Sauzen-Bingoal                | + 1'54" |
| 9      | Timo Kielich         | Crelan - Fristads                     | + 2'13" |
| 10     | Niels Vandeputte     | Alpecin-Deceuninck                    | + 2'20" |
| 11     | David van der Poel   | Alpecin-Deceuninck                    | + 2'39" |
| 12     | Corné van Kessel     | Tormans Cyclo Cross Team              | + 2'53" |
| 13     | Curtis White         | Steve Tilford Foundation Racing       | + 2'55" |
| 14     | Loris Rouiller       | Cross Team Legendre                   | + 3'03" |
| 15     | Dario Lillo          | Deschacht - Hens - Maes               | + 3'04" |
| 16     | Mickaël Crispin      | Cross Team Legendre                   | + 3'05" |
| 17     | Zdeněk Štybar        | Quick Step-Alpha Vinyl                | + 3'24" |
| 18     | Jelle Vermoote       | Tormans Cyclo Cross Team              | z.t.    |
| 19     | Clément Venturini    | AG2R Citroën                          | + 3'34" |
| 20     | Anton Ferdinande     | Deschacht - Hens - Maes               | + 3'37" |
| 21     | Gianni Vermeersch    | Alpecin-Deceuninck                    | + 3'41" |
| 22     | Nathan Bommenel      | AS Bike Racing                        | + 3'51" |
| 23     | Seppe Rombouts       | RB Zelfbouw UCT                       | + 3'56" |
| 24     | Eric Brunner         | Boulder Bike Racing                   | + 3'58" |
| 25     | Daan Soete           | Deschacht - Hens - Maes               | + 4'04" |

### Vrouwen elite
| Plaats | Naam               | Ploeg                     | Tijd    |
| ------ | ------------------ | ------------------------- | ------- |
| 1      | Shirin van Anrooij | Baloise - Trek Lions      | 49'50"  |
| 2      | Marie Schreiber    | Tormans Cyclo Cross Team  | + 59"   |
| 3      | Manon Bakker       | Crelan - Fristads         | + 1'29" |
| 4      | Lauren Molengraaf  | Tormans Cyclo Cross Team  | + 1'43" |
| 5      | Line Burquier      | Canyon Collective Factory | + 1'48" |
| 6      | Leonie Bentveld    | Pauwels Sauzen-Bingoal    | z.t.    |
| 7      | Kristýna Zemanová  | Brilon Racing             | z.t.    |
| 8      | Anna Kay           | 777                       | + 2'32" |
| 9      | Amandine Fouquenet | Arkéa-Samsic              | + 2'37" |
| 10     | Alicia Franck      | De Ceuster - Bonache      | + 2'48" |

1984 · 
1985 · 
1986 · 
1987 · 
1988 · 
1989 · 
1990 · 
1991 · 
1992 · 
1993 · 
1994 · 
1995 · 
1996 · 
1997 · 
1998 · 
1999 · 
2000 · 
2001 · 
2002 · 
2003 · 
2004 · 
2005 · 
2006 · 
2007 · 
2008 · 
2009 · 
2010 · 
2011 · 
2012 · 
2013 · 
2014 · 
2015 · 
2016 · 
2017 · 
2018 · 
2019 · 
2020 · 
2021 · 
2022 · 
2023 · 
2024